# No Protection (Massive Attack-album)
A No Protection a Massive Attack Protection című albumáról készült dub remixalbum; Mad Professor, angol zenész alkotása.

## Számok
1. "Radiation Ruling the Nation" (based on "Protection") – 8:35
2. "Bumper Ball Dub" (based on "Karmacoma") – 5:59
3. "Trinity Dub" (based on "Three") – 4:22
4. "Cool Monsoon" (based on "Weather Storm") – 7:10
5. "Eternal Feed Back" (based on "Sly") – 6:26
6. "Moving Dub" (based on "Better Things") – 5:57
7. "I Spy" (based on "Spying Glass") – 5:07
8. "Backward Sucking" (based on "Heat Miser") – 6:17